# Valdemaro Gustinelli
Valdemaro Gustinelli (Città di Castello, 5 dicembre 1969) è un ex pallavolista e dirigente sportivo italiano.
È l'attuale team manager della Pallavolo Città di Castello.

## Carriera
Cresce nelle giovanili della Pallavolo Città di Castello; nella stagione 1987-88, mentre gioca nella seconda squadra in Serie C2, ottiene le prime convocazioni con la squadra di Serie A2. Nella stagione 1989-90 passa all'ADO Udine, sempre in serie cadetta e nell'annata successiva rientra a Città di Castello, ottenendo la promozione in Serie A1. Dopo la retrocessione e un'altra stagione a Città di Castello, passa al VBA Olimpia Sant'Antioco: con i sardi ottiene una nuova promozione in Serie A1, al termine del campionato 1993-94, cui segue, la stagione successiva, la discesa in seconda serie.
Resta a Sant'Antioco ancora un anno, per poi fare ritorno nella squadra umbra, con cui disputa numerosi campionati di Serie B1; nella stagione 1996-97 è al Cus Perugia, in quella 1999-2000 gioca nel Volley Trasimeno ed ancora nella stagione 2000-01 nel Marconi Volley Spoleto e in quella 2002-03 nella Pallavolo Marsciano.
Per il campionato 2005-06 torna a Città di Castello, sempre in Serie B1: con la squadra della propria città natale ottiene la promozione in Serie A2 vincendo il campionato di serie B1 2007-08. Nelle ultime stagioni affianca all'attività di giocatore (conclusa definitivamente al termine della stagione 2011-12) quella di dirigente, assumendo il ruolo di team manager della squadra tifernate.